# Декларация независимости США
Деклара́ция незави́симости США (англ. United States Declaration of Independence) — исторический документ, в котором британские колонии в Северной Америке объявили независимость от Великобритании, принят единогласно Вторым Континентальным конгрессом 4 июля 1776 года в Филадельфии, штат Пенсильвания.
День принятия (но не подписания) Декларации независимости, 4 июля, празднуется в США как День независимости. Декларация стала первым официальным документом, в котором колонии именовались «Соединёнными Штатами Америки».

## Принятие Декларации
5 сентября 1774 года в Филадельфии был созван I Континентальный конгресс, который выработал свод законов, которые защищали интересы колоний и объявлял бойкот английским товарам вплоть до полной отмены дискриминационных актов. Но так как британский парламент и король Георг III отвергли требования конгресса, вооружённый конфликт между обеими сторонами стал неизбежным. Созыв I Континентального конгресса и принятые на нём решения стали по существу первыми проявлениями совместной, организованной деятельности американских колоний. Именно тогда были заложены основы для их дальнейшего объединения, закреплённые на II Конгрессе принятием решения об организации совместных военных действий.
Уже в ходе войны окончательно созрело стремление вести борьбу вплоть до полного отделения от метрополии и получения колониями статуса независимых государств. 15 мая 1776 года по предложению Джона Адамса конгресс официально санкционировал образование независимых от Англии штатов. Конституции штатов расширяли демократические права населения. Почти повсеместно были приняты «билли о правах», которые провозглашали свободу слова, совести, собраний, неприкосновенности личности и т. д. Следует добавить, что принятие новых конституций во всех штатах знаменовало собой важный шаг революционного значения. Эти конституции уничтожали привилегии земельной аристократии, запрещали взыскивать фиксированную ренту и ликвидировали другие пережитки феодализма. Политическая власть перешла в руки национальной буржуазии и плантаторов.

### Резолюция Ли
Вопрос о необходимости отделения от Великобритании стал обсуждаться всё чаще в начале 1776 года. В марте и апреле сразу несколько штатов уполномочили своих делегатов принимать решение по этому вопросу. Это были Южная Каролина, Северная Каролина и Джорджия, а затем и вся Новая Англия. К маю только делегаты от Нью-Йорка, Нью-Джерси, Мэриленда и Пенсильвании не имели таких полномочий. В мае-июне 1776 завершилось полным провалом вторжение в Канаду; стало очевидно, что войну невозможно выиграть без помощи Франции, а для договора с Францией необходима независимость. Стали распространяться слухи, что Англия намерена использовать в колониях немецких наёмников. Большинство конгрессменов уже в середине мая пришло к убеждению, что необходимо порвать с Англией и сформировать своё собственное правительство. То, что началось в 1765 году как движение за восстановление автономии, превратилось в борьбу за полную самостоятельность.
15 мая Виргинский Конвент поручил своим делегатам в Конгрессе предложить официально отказаться от подданства и всякой иной формы зависимости от Короны и парламента Великобритании. Выполняя это поручение, Ричард Генри Ли 7 июня представил Конгрессу резолюцию, известную сейчас как Резолюция Ли. Джон Адамс поддержал резолюцию, призвав объявить независимость, заключить союз с иностранной державой и подготовить план объединения колоний в Конфедерацию. Дебаты вокруг резолюции длились два дня. Не все депутаты имели на это полномочия, но было известно, что и колеблющиеся колонии в основном склоняются к независимости.

### Проект декларации
Проект Декларации поручили подготовить комиссии из пяти членов конгресса в составе Томаса Джефферсона, Джона Адамса, Бенджамина Франклина, Роджера Шермана и Роберта Ливингстона. Однако полномочия по созданию проекта Декларации были переданы в руки Томаса Джефферсона, который 17 дней (с 11 по 28 июня) работал над её текстом, прибегая к помощи научных трактатов, памфлетов и коллег по комитету.
Проект Джефферсона с незначительными редакционными поправками Дж. Адамса и Б. Франклина 28 июня был предоставлен конгрессу как «Декларация представителей Соединённых Штатов Америки, собравшихся на Генеральный Конгресс». 19 июля Конгресс изменил название: «Единогласная декларация тринадцати объединённых Штатов Америки». Обсуждение проекта Декларации началось в первых числах июля и продолжалось три дня. В ходе обсуждения в него были внесены изменения, в частности был изъят раздел, который осуждал рабство и работорговлю. Он был вычеркнут в угоду Южной Каролине и Джорджии, которые никогда не пытались ограничить ввоз рабов, а напротив, намеревались продолжать работорговлю. Из 1800 слов документа члены Конгресса выбросили около четверти текста, было заменено несколько фраз и слов и сделано две вставки. Слова были заменены на более приемлемые, в ряде случаев более точные и менее эмоциональные.
Декларация была одобрена 2 июля. Вечером 4 июля Декларация была удостоверена подписями президента конгресса Хэнкока и секретаря Томсона. В целом из 56 подписей 28 принадлежали адвокатам, 13 — купцам, 8 — плантаторам и 7 — представителям различных профессий. Делегация Нью-Йорка в голосованиях не участвовала из-за отсутствия у неё необходимых полномочий и присоединилась к общему мнению только 15 июля.
Многие ошибочно считают, что декларация независимости — это документ, согласно которому США получили юридическое право стать независимой страной. На самом деле это скорее торжественный, а не юридический документ, свою независимость США получили в результате войны.

### Депутаты, подписавшие Декларацию независимости
Нью-Гэмпшир
- Джосайя Бартлет
- Вильям Уипл
- Мэтью Торнтон

Род-Айленд
- Стивен Хопкинс
- Вильям Эллери

Коннектикут
- Роджер Шерман
- Саэмюэл Гонтингтон
- Вильям Вильямс
- Оливер Уолкот

Нью-Йорк
- Уильям Флойд[англ.]
- Филип Ливингстон
- Фрэнсис Льюис
- Льюис Моррис

Нью-Джерси
- Джон Уизерспун[англ.]
- Ричард Стоктон[англ.]
- Эбрахам Кларк[англ.]
- Джон Харт[англ.]
- Фрэнсис Хопкинсон[англ.]

Пенсильвания
- Роберт Моррис
- Бенджамин Франклин
- Бенджамин Раш
- Джон Мортон
- Джордж Клаймер
- Джеймс Смит
- Джордж Тэйлор
- Джеймс Уилсон
- Джордж Росс

Массачусетс
- Джон Адамс
- Сэмюэл Адамс
- Джон Хэнкок
- Роберт Трит Пейн
- Элбридж Герри

Делавэр
- Сизар Родни
- Джордж Рид
- Томас Мак-Кин

Мэриленд
- Сэмюэл Чейс
- Уильям Пака
- Томас Стоун
- Чарльз Каррол

Виргиния
- Джордж Уит
- Ричард Генри Ли
- Томас Джефферсон
- Бенджамин Гаррисон
- Томас Нельсон, младший
- Фрэнсис Ли
- Картер Брэкстон[англ.]

Северная Каролина
- Уильям Хупер
- Джозеф Хьюз
- Джон Пенн[англ.]

Южная Каролина
- Эдуард Ратледж
- Томас Гейуард, младший
- Томас Линч, младший
- Артур Миддлтон

Джорджия
- Боттон Гвиннет
- Лайман Холл
- Дж. Уолтон

## История документа
Для выработки текста декларации был создан комитет из 5 представителей колоний: Джон Адамс (Массачусетс), Бенджамин Франклин (Пенсильвания), Томас Джефферсон (Вирджиния), Роберт Ливингстон (Нью-Йорк) и Роджер Шерман (Коннектикут).
Основную работу по написанию декларации проделал Томас Джефферсон, впоследствии третий президент Соединённых Штатов. 1 июля 1776 г. текст декларации был представлен конгрессу на обсуждение, и 4 июля 1776 года — утверждён конгрессом и подписан президентом конгресса Джоном Хенкоком и секретарём Чарльзом Томсоном. В декларации можно выделить 3 части: первая часть гласит, что все люди по своему происхождению равны и обладают равными правами (на жизнь, на свободу, на достижение счастья и др.); вторая часть содержит перечень злоупотреблений английской короны по отношению к колониям; третья часть объявляет о разрыве политической связи между колониями и метрополией, каждая колония признаётся самостоятельным независимым государством («state»).
19 июля 1776 года конгресс распорядился, чтобы декларация была «должным образом переписана крупными буквами на пергаменте под заголовком „Единогласная декларация тринадцати Соединённых Штатов Америки“ и подписана всеми членами Конгресса». По первоначальному, печатному варианту, утверждённому 4 июля, была создана каллиграфическая копия документа.

### Подписание
Каллиграфическую работу поручили помощнику Чарльза Томсона, Тимоти Мэтлэку (Timothy Matlack). Этот рукописный вариант текста был подписан представителями всех тринадцати колоний 2 августа 1776 года, когда состоялась церемония подписания Декларации независимости, принятой 4 июля Континентальным конгрессом и провозгласившей отделение 13 североамериканских колоний от Великобритании. Таким образом было образовано новое государство — США. День независимости США празднуется 4 июля, а 2 августа 1776 года считается днём, когда независимость была закреплена де-юре.

### Оповещение Великобритании
Известие о единогласном принятии Декларации всеми колониями — Соединёнными Штатами Америки достигло короля Великобритании Георга III 10 сентября.

### Хранение документа
Оттиск этой рукописной копии документа с подписями всех представителей, выполненный В. Стоуном в 1820 году, хранится в Национальных Архивах США. С рассылки электронной копии Декларации независимости началась в 1971 году история проекта «Гутенберг» — старейшей в мире электронной библиотеки.

## В популярной культуре
Обстоятельства подписания Декларации независимости положены в основу бродвейского мюзикла «1776», завоевавшего в 1969 году премию «Тони» за лучший мюзикл; в 1972 году с тем же составом актёров был снят музыкальный фильм. Вокруг Декларации независимости строится также сюжет американского приключенческого фильма 2004 года «Сокровище нации».